# Hans-Dieter Flick
Hans-Dieter "Hansi" Flick (sinh ngày 24 tháng 2 năm 1965) là một cựu cầu thủ bóng đá và một huấn luyện viên bóng đá người Đức, hiện đang là huấn luyện viên của câu lạc bộ Barcelona.

## Sự nghiệp cầu thủ
Khi còn là cầu thủ, ông thường thi đấu ở vị trí tiền vệ, từ năm 1985 đến 1990, Flick thi đấu tổng cộng 104 trận cho câu lạc bộ Bayern Munich, ghi được 5 bàn thắng. Sau đó, ông chơi 44 trận cho Köln trước khi từ giã sự nghiệp cầu thủ bóng đá chuyên nghiệp vào năm 1993 vì chấn thương.
Ông chưa bao giờ thi đấu cho đội tuyển quốc gia Đức, nhưng đã có hai lần ra sân cho đội tuyển U–18 Đức thi đấu ở vòng bảng Giải vô địch bóng đá châu Âu UEFA năm 1983 vào ngày 15 và 17 tháng 5 năm 1983, trong chiến thắng 1–0 trước Thụy Điển và trong chiến thắng 3–1 trước Bulgaria.

## Sự nghiệp huấn luyện

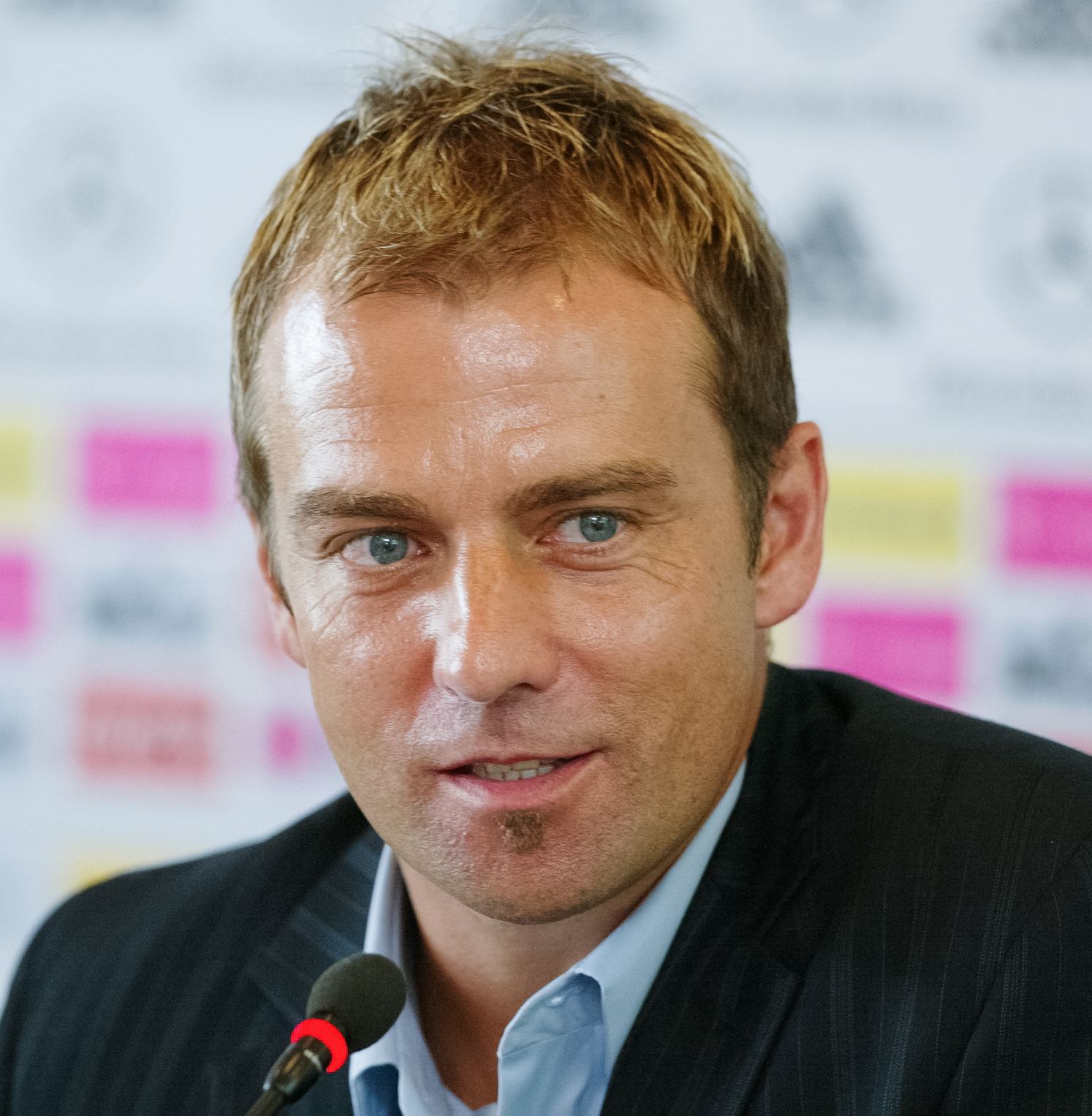
Flick tại một cuộc họp báo năm 2006.

Sự nghiệp quản lý của Flick bắt đầu vào năm 1996 với tư cách là người quản lý kiêm cầu thủ của Viktoria Bammental, đội đang chơi ở Oberliga Baden-Württemberg vào thời điểm đó. Vào cuối mùa giải 1998/99, câu lạc bộ bị xuống hạng xuống Verbandsliga Baden, nhưng Flick vẫn là huấn luyện viên của họ thêm một mùa giải nữa.

### 1899 Hoffenheim
Vào tháng 7 năm 2000, anh trở thành huấn luyện viên của đội bóng Oberliga Baden-Württemberg 1899 Hoffenheim, vô địch giải đấu và thăng hạng lên Regionalliga Süd trong mùa giải đầu tiên của anh tại câu lạc bộ. Sau bốn nỗ lực không thành công để lên hạng 2. Bundesliga, ông mãn nhiệm vào ngày 19 tháng 11 năm 2005.

### Trợ lý tại Red Bull Salzburg và Đức
Flick sau đó làm việc một thời gian ngắn với tư cách là trợ lý của Giovanni Trapattoni và Lothar Matthäus và điều phối viên thể thao tại Red Bull Salzburg. Flick nói rằng công việc của ông dưới thời Trapattoni, một trong những HLV nổi tiếng nhất thế giới, đã dạy ông nhiều điều, đặc biệt là về chiến thuật và phát triển mối quan hệ với các cầu thủ, nhưng cũng nói rằng ông không đồng ý với cách tiếp cận phòng thủ trước tiên của Trapattoni.
Ông được bổ nhiệm làm trợ lý huấn luyện viên cho Đức vào ngày 23 tháng 8 năm 2006. Mặc dù không được DFB liệt kê là người quản lý chính thức được công nhận bởi DFB, do Joachim Löw bị đuổi khỏi trận đấu trước, Flick về mặt kỹ thuật là người quản lý Đức cho trận tứ kết UEFA Euro 2008 với Bồ Đào Nha vào ngày 19 tháng 6 năm 2008, kết thúc với tỷ số 3 –2 chiến thắng cho Đức. Sau khi về nhì tại UEFA Euro 2008 và thứ ba tại FIFA World Cup 2010, ông đã lọt vào bán kết tại UEFA Euro 2012 và giành chức vô địch FIFA World Cup 2014 với tư cách trợ lý huấn luyện viên đội tuyển Đức. Ông trở thành giám đốc thể thao của Liên đoàn bóng đá Đức sau World Cup 2014 cho đến ngày 16 tháng 1 năm 2017.

### Bayern Munich
Vào ngày 1 tháng 7 năm 2019, ông làm trợ lý cho huấn luyện viên Niko Kovač tại câu lạc bộ Bayern Munich. Khi Kovač rời Bayern vào ngày 3 tháng 11 năm 2019, Flick được bổ nhiệm lên làm huấn luyện viên tạm quyền. Trong trận đấu ra mắt đội bóng mới của mình, Bayern đã đánh bại Olympiacos 2–0 ở vòng bảng UEFA Champions League vào ngày 6 tháng 11 năm 2019. Sau thời gian làm huấn luyện viên tạm quyền, vào ngày 22 tháng 12 năm 2019, câu lạc bộ Bayern đã chính thức thông báo Flick sẽ là huấn luyện viên trưởng của đội cho đến cuối mùa giải.

Vào tháng 4 năm 2020, Bayern Munich đã quyết định gia hạn hợp đồng với ông đến năm 2023. Flick đã dẫn dắt thành công đưa Bayern vô địch Bundesliga 2019–20, DFB-Pokal và UEFA Champions League, qua đó hoàn thành cú ăn ba châu lục lần thứ hai trong lịch sử. Sau một thời gian ngắn nghỉ ngơi, toàn đội đã bắt đầu mùa giải mới 2020-21 bằng trận tranh Siêu cúp UEFA lần thứ 2 trong lịch sử. Bayern đã đánh bại Sevilla 2-1 trong hiệp phụ, Javi Martínez là người ghi bàn thắng quyết định, sau đó là chiến thắng 3-2 trước Dortmund tại DFL-Supercup 2020. Vào tháng 2 năm 2021, họ đã giành chức vô địch FIFA Club World Cup 2020 (bị hoãn lại từ tháng 12 năm 2020 do đại dịch COVID-19) trong trận chung kết với câu lạc bộ Mexico Tigres UANL, trở thành câu lạc bộ thứ 2 giành cú ăn 6 sau Barcelona năm 2009. Sau đó, Bayern không thể bảo vệ danh hiệu Champions League khi để PSG loại ở tứ kết. Tuy nhiên, đội đã giành được danh hiệu Bundesliga thứ 9 liên tiếp. Trong đó, Robert Lewandowski đã phá kỷ lục của Gerd Müller về số bàn thắng ghi được trong một mùa giải Bundesliga với 41 lần lập công.

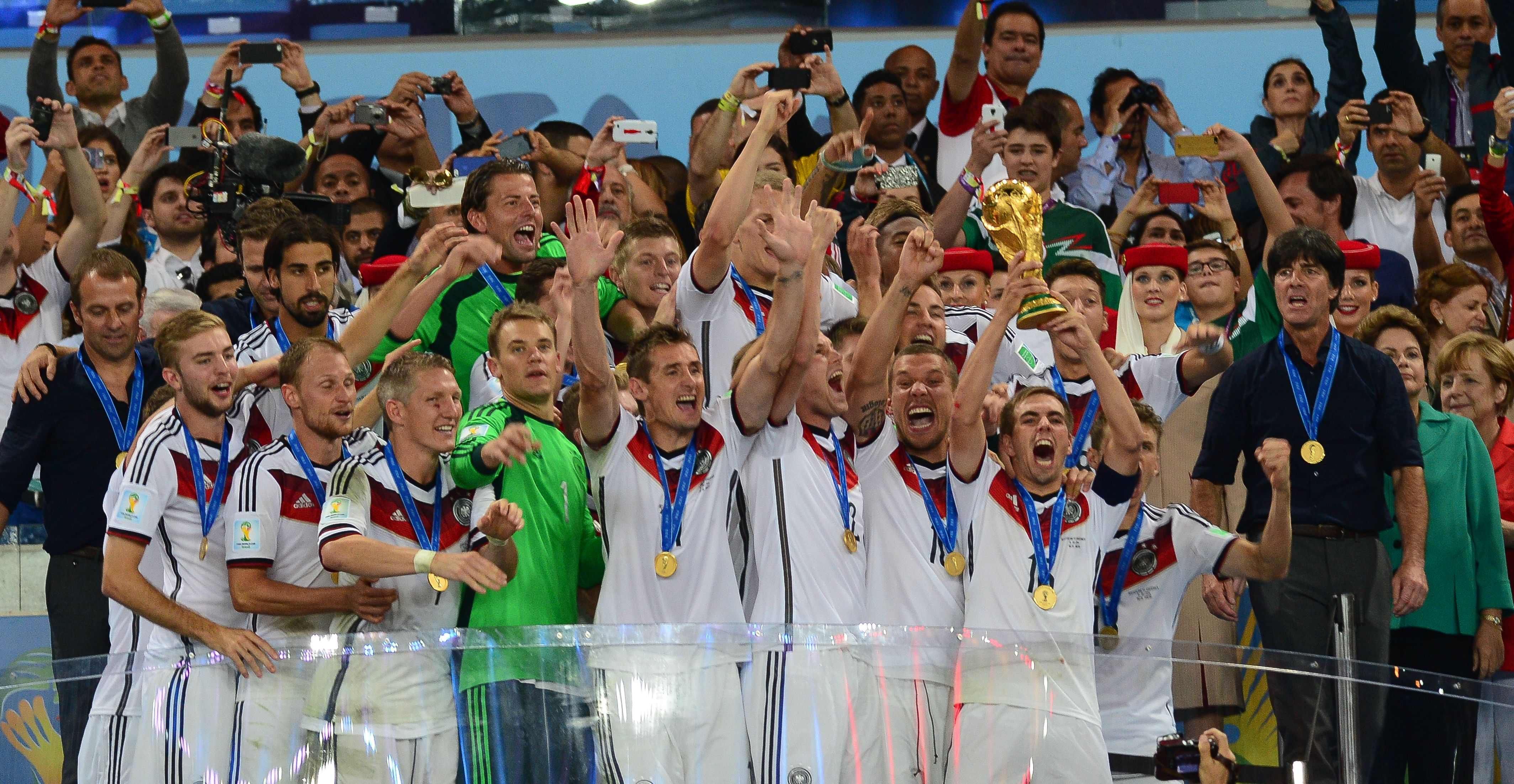
Flick (xa bên trái) ăn mừng chức vô địch cùng đội tuyển Đức tại FIFA World Cup 2014

Trong thời gian dẫn dắt Bayern Munich, Flick đã gây dựng được chuỗi bất bại 32 trận trên mọi đấu trường và chuỗi thắng 23 trận trên mọi đấu trường (bị chặn lại bởi trận thua Bayern 1-4 Hoffenheim). Bayern Munich của Flick thiết lập kỷ lục chuỗi 16 chiến thắng tại cúp châu âu (15 trận tại UCL và 1 trận tại UEFA Supercup) ,và kỷ lục 15 trận thắng liên tiếp tại UEFA Champion League  vượt qua kỷ lục cũ của chính Bayern (2013) và Real Madrid (2013-2014) với 10 trận thắng liên tiếp. Hansi Flick là HLV đầu tiên toàn thắng cả 7 trận knock out UEFA Champions League đầu tiên.
Vào ngày 27 tháng 4 năm 2021, Bayern thông báo Flick sẽ rời đội vào cuối mùa giải để dẫn dắt đội tuyển Đức thay thế Joachim Löw sau UEFA Euro 2020, và huấn luyện viên Julian Nagelsmann từ RB Leipzig sẽ trở thành huấn luyện viên mới, có hiệu lực từ ngày 1 tháng 7. Theo nhiều nguồn tin, để có được chữ ký của Nagelsmann, Bayern phải tốn 25 triệu Euro tiền giải phóng hợp đồng giữa ông với RB Leipzig, một kỷ lục thế giới cho một huấn luyện viên.

### Đức
Sau thất vọng tại Euro 2020, Hansi Flick tiếp nhận cương vị huấn luyện viên trưởng đội tuyển Đức từ Joachim Löw. Thành công chỉ tiếp nối sau đó khi Đức tiếp tục đánh bại Liechtenstein, Armenia, Iceland, Romania và Bắc Macedonia tại vòng loại World Cup 2022. Vào ngày 11 tháng 10 năm 2021, Đức đánh bại Bắc Macedonia với tỷ số 4–0 để trở thành đội đầu tiên giành vé tham dự World Cup 2022 tại Qatar.
Tại Nations League 2022–23, Đức đã có chiến thắng đầu tiên trước Ý với tỷ số 5–2. Đây là trận thứ 4 và là trận thắng đầu tiên của Đức trong giải đấu, tuy nhiên Đức đã đứng thứ 3 chung cuộc tại bảng A3. Tại Giải vô địch bóng đá thế giới 2022, Đức cùng bảng E với Tây Ban Nha, Nhật Bản và Costa Rica, tại trận ra quân Đức để thua Nhật Bản 1-2, sau đó hòa Tây Ban Nha 1-1, dù thắng Costa Rica 4-2 tại lượt trận cuối, tuy nhiên Đức chỉ đứng thứ 3 bảng E và phải chia tay giải đấu lần thứ 2 liên tiếp.  Hansi Flick chính thức bị DFB sa thải cùng 2 trợ lý Marcus Sorg và Danny Röhl vào ngày 10/9/2023 sau thất bại 1-4 trước Nhật Bản ngay trên sân nhà trong trận giao hữu chuẩn bị cho Euro 2024, ông là người đầu tiên trong lịch sử bị DFB sa thải.  Tổng cộng, Đức chỉ thắng 12 qua 25 trận dưới trướng Flick.

### Barcelona
Hansi Flick ra mắt trên cương vị HLV trưởng Barcelona ngày 29/5/2024, sau khi ký hợp đồng có hiệu lực đến hè 2026. Ông giúp Barcelona giành Siêu cúp Tây Ban Nha với chiến thắng 5-2 trước Real Madrid vào đầu năm 2025.

## Thống kê sự nghiệp

### Sự nghiệp cầm quân
Tính đến 11 tháng 9 năm 2023

### Câu lạc bộ và đội tuyển quốc gia
Tính đến ngày 11 tháng 9 năm 2023
| Team               | From                     | To                        | Record | Record | Record | Record | Record | Record | Record | Record | Record                                    |
| Team               | From                     | To                        | M      | W      | D      | L      | GF     | GA     | GD     | Win %  | Ref.                                      |
| ------------------ | ------------------------ | ------------------------- | ------ | ------ | ------ | ------ | ------ | ------ | ------ | ------ | ----------------------------------------- |
| Victoria Bammental | ngày 1 tháng 7 năm 1996  | ngày 30 tháng 6 năm 2000  | 122    | 44     | 33     | 45     | 205    | 218    | −13    | 036,07 | [ 32 ] [ 33 ] [ 34 ] [ 35 ]               |
| 1899 Hoffenheim    | ngày 1 tháng 7 năm 2000  | ngày 19 tháng 11 năm 2005 | 196    | 88     | 46     | 62     | 345    | 263    | +82    | 044,90 | [ 36 ] [ 37 ] [ 38 ] [ 39 ] [ 40 ] [ 41 ] |
| Bayern Munich      | ngày 3 tháng 11 năm 2019 | 30 tháng 6 năm 2021       | 86     | 70     | 9      | 7      | 255    | 85     | +170   | 081,40 | [ 42 ] [ 43 ]                             |
| Đức                | 1 tháng 8 năm 2021       | 10 tháng 9 năm 2023       | 24     | 11     | 7      | 6      | 59     | 30     | +29    | 045,83 |                                           |
| Total              | Total                    | Total                     | 428    | 213    | 95     | 120    | 864    | 596    | +268   | 049,77 |                                           |

## Thành tích

### Cầu thủ

#### Bayern Munich
- Bundesliga: 1985–86, 1986–87, 1988–89, 1989–90
- DFB-Pokal: 1985–86
- DFL-Supercup: 1987

### Huấn luyện

#### Đức (trợ lý huấn luyện viên)
- FIFA World Cup: 2014

#### Bayern Munich
- Bundesliga: 2019–20, 2020–21
- DFB-Pokal: 2019–20
- DFL-Supercup: 2020
- UEFA Champions League: 2019–20
- UEFA Super Cup: 2020
- FIFA Club World Cup: 2020

Barcelona
- La Liga: 2024-2025
- Copa del Rey: 2024-2025
- Siêu cúp Tây Ban Nha: 2025

### Cá nhân
- UEFA Best Coach of the year 2020[44]
- IFFHS World's Best Club Coach: 2020
- World Soccer Men's Manager of the Year 2020
- Globe Soccer Best Coach of the Year: 2020
- German Football Manager of the Year: 2020
- VDV Bundesliga Coach of the Season: 2019–20